# Unionoida
Unionoida – rząd słodkowodnych małży blaszkoskrzelnych (Eulamellibranchia) o symetrycznych muszlach zróżnicowanego kształtu – od prawie okrągłych po silnie wydłużone, obejmujący około 1000 gatunków szeroko rozprzestrzenionych w wodach wszystkich kontynentów, poza Antarktydą. Obecnie zaliczane są do Palaeoheterodonta. Nazywane niekiedy najadami (ale taką nazwą określane są też pierścienice zaliczane do najadowatych). W Polsce stwierdzono występowanie 8 gatunków.

## Budowa
Są to średniej wielkości lub duże mięczaki, o długości od kilkunastu do 300 mm. Periostrakum dobrze rozwinięte, najczęściej brązowe lub żółte. Linie przyrostów rocznych zwykle wyraźnie zaznaczone. Od wewnątrz widoczne odciski mięśni zwieraczy oraz retraktorów nogi. Zamek muszli schizodontowy, może być zredukowany. Larwy (glochidium lub lasidium u Etherioidea) pasożytują na rybach lub płazach.

## Systematyka
Rodziny zaliczane do tego rzędu grupowane są w podrodzinach:
- Etherioidea
  - Etheriidae
  - Iridinidae
  - Mycetopodidae
- Unionoidea
  - Hyriidae
  - Margaritiferidae – perłoródkowate

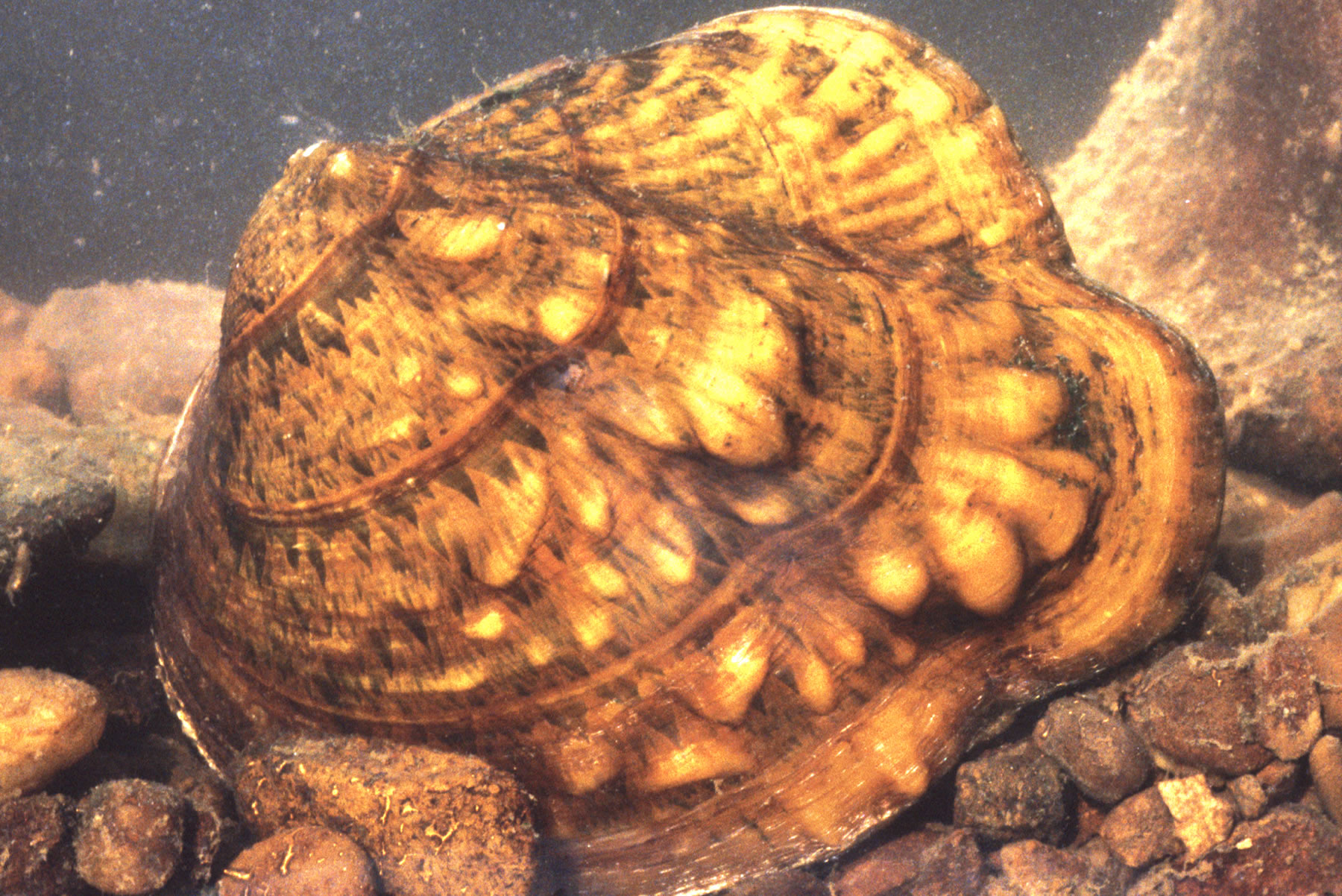
Quadrula metanevra

  - Unionidae – skójkowate